# Rally d'Argentina 2000
Il Rally d'Argentina 2000, ufficialmente denominato 20º Rally Argentina, è stata la sesta prova del campionato del mondo rally 2000 nonché la ventesima edizione del Rally d'Argentina e la diciottesima con valenza mondiale. La manifestazione si è svolta dall'11 al 14 maggio sugli sterrati che attraversano gli altopiani e le zone montuose della Provincia di Córdoba, in Argentina.
L'evento è stato vinto dal britannico Richard Burns, navigato dal connazionale Robert Reid, al volante di una Subaru Impreza WRC2000 del Subaru World Rally Team, davanti alle coppie finlandesi formate da Marcus Grönholm e Timo Rautiainen su Peugeot 206 WRC del team Peugeot Esso, e da Tommi Mäkinen e Risto Mannisenmäki, su Mitsubishi Lancer Evo VI della scuderia Marlboro Mitsubishi Ralliart.
L'uruguaiano Gustavo Trelles e l'argentino Jorge del Buono, su Mitsubishi Lancer Evo VI, hanno invece conquistato la vittoria nella categoria PWRC, mentre i turchi Serkan Yazici ed Erkan Bodur si sono aggiudicati la classifica della Coppa FIA Squadre alla guida di una Toyota Corolla WRC del Team Atakan.

## Dati della prova
| Denominazione ufficiale             | Rally Argentina |
| Edizione N°                         | 20 |
| Tappa N°                            | 6 di 14 |
| Data manifestazione                 | da giovedì 11/05/2000 a domenica 14/05/2000 |
| Sede ospitante                      | Villa Carlos Paz (dipartimento di Punilla, provincia di Córdoba) |
| Sede parco assistenza               | Prima frazione: Complejo Pro Racing, Villa Carlos Paz e La Cumbre (dipartimento di Punilla, provincia di Córdoba). Seconda frazione: Santa Rosa de Calamuchita (dipartimento di Calamuchita, provincia di Córdoba); Cordoba Ferior, Córdoba (dipartimento di Capital, provincia di Córdoba). Terza frazione: Mina Clavero (dipartimento di San Alberto, provincia di Córdoba); Bosque Alegre, Córdoba. |
| Superficie                          | Terra |
| Iscritti                            | 88 |
| Partiti                             | 76 |
| Arrivati                            | 35 (46,1%) |
| Prove speciali previste             | 22 |
| Prove speciali disputate            | 21 (1 cancellata) |
| Prova più breve                     | 3,40 km (PS8: Colonia Caroya) |
| Prova più lunga                     | 28,83 km (PS3: Ascochinga) |
| Prova più lenta                     | velocità media di 66,15 km/h (PS22: El Condor) |
| Prova più veloce                    | velocità media di 115,20 km/h (PS19: Cura Brochero) |
| Lunghezza prove speciali previste   | 385,49 km |
| Lunghezza prove speciali disputate  | 369,49 km (23,8% della distanza totale effettiva - cancellati 16,00 km) |
| Lunghezza complessiva trasferimenti | 1182,64 km |
| Distanza totale effettiva           | 1552,13 km |

## Itinerario
| Frazione   | Data   | Prova  | Ora    | Nome                                                        | Lunghezza | Totale    |  |
| ---------- | ------ | ------ | ------ | ----------------------------------------------------------- | --------- | --------- |  |
| Frazione 1 | 11 mag | PS1    | 19:00  | Pro Racing Lane A                                           | 3,44 km   | 133,73 km |  |
| Frazione 1 | 11 mag | PS2    | 19:01  | Pro Racing Lane B                                           | 3,44 km   | 133,73 km |  |
| Frazione 1 | 11 mag |        | 19:15  | Assistenza – Complejo Pro Racing, Villa Carlos Paz (20 min) | –         | 133,73 km |  |
| Frazione 1 | 12 mag |        | 08:29  | Assistenza – La Cumbre (10 min)                             | –         | 133,73 km |  |
| Frazione 1 | 12 mag | PS3    | 09:03  | Capilla del Monte                                           | 23,02 km  | 133,73 km |  |
| Frazione 1 | 12 mag | PS4    | 09:34  | San Marcos Sierra                                           | 9,61 km   | 133,73 km |  |
| Frazione 1 | 12 mag |        | 10:08  | Assistenza – La Cumbre (20 min)                             | –         | 133,73 km |  |
| Frazione 1 | 12 mag | PS5    | 11:31  | Tanti                                                       | 16,00 km  | 133,73 km |  |
| Frazione 1 | 12 mag | PS6    | 12:24  | Villa Giardino                                              | 22,53 km  | 133,73 km |  |
| Frazione 1 | 12 mag |        | 13:25  | Assistenza – La Cumbre (20 min)                             | –         | 133,73 km |  |
| Frazione 1 | 12 mag | PS7    | 14:07  | La Cumbre                                                   | 23,46 km  | 133,73 km |  |
| Frazione 1 | 12 mag | PS8    | 15:10  | Colonia Caroya                                              | 3,40 km   | 133,73 km |  |
| Frazione 1 | 12 mag | PS9    | 15:58  | Ascochinga                                                  | 28,83 km  | 133,73 km |  |
| Frazione 1 | 12 mag |        | 16:42  | Assistenza – La Cumbre (45 min)                             | –         | 133,73 km |  |
|            |        |        |        |                                                             |           |           |  |
| Frazione 2 | 13 mag |        | 08:50  | Assistenza – Santa Rosa de Calamuchita (10 min)             | –         | 131,34 km |  |
| Frazione 2 | 13 mag | PS10   | 09:16  | Santa Rosa de Calamuchita 1                                 | 26,10 km  | 131,34 km |  |
| Frazione 2 | 13 mag | PS11   | 10:01  | San Agustin                                                 | 12,46 km  | 131,34 km |  |
| Frazione 2 | 13 mag |        | 10:40  | Assistenza – Santa Rosa de Calamuchita (20 min)             | –         | 131,34 km |  |
| Frazione 2 | 13 mag | PS12   | 11:26  | Amboy 1                                                     | 21,48 km  | 131,34 km |  |
| Frazione 2 | 13 mag |        | 12:09  | Assistenza – Santa Rosa de Calamuchita (20 min)             | –         | 131,34 km |  |
| Frazione 2 | 13 mag | PS13   | 12:45  | Santa Rosa de Calamuchita 2                                 | 26,10 km  | 131,34 km |  |
| Frazione 2 | 13 mag | PS14   | 13:28  | Las Baadas                                                  | 18,67 km  | 131,34 km |  |
| Frazione 2 | 13 mag |        | 14:03  | Assistenza – Santa Rosa de Calamuchita (20 min)             | –         | 131,34 km |  |
| Frazione 2 | 13 mag | PS15   | 14:49  | Amboy 2                                                     | 21,48 km  | 131,34 km |  |
| Frazione 2 | 13 mag | PS16   | 16:00  | Camping General San Martin                                  | 5,05 km   | 131,34 km |  |
| Frazione 2 | 13 mag |        | 16:15  | Assistenza – Cordoba Ferior, Córdoba (45 min)               | –         | 131,34 km |  |
|            |        |        |        |                                                             |           |           |  |
| Frazione 3 | 14 mag |        | 08:15  | Assistenza – Mina Clavero (10 min)                          | –         | 120,42 km |  |
| Frazione 3 | 14 mag | PS17   | 09:09  | Chamico                                                     | 24,60 km  | 120,42 km |  |
| Frazione 3 | 14 mag | PS18   | 09:51  | El Mirador 1                                                | 20,65 km  | 120,42 km |  |
| Frazione 3 | 14 mag |        | 10:17  | Assistenza – Mina Clavero (20 min)                          | –         | 120,42 km |  |
| Frazione 3 | 14 mag | PS19   | 10:50  | Cura Brochero                                               | 18,71 km  | 120,42 km |  |
| Frazione 3 | 14 mag | PS20   | 11:58  | La Posta                                                    | 19,04 km  | 120,42 km |  |
| Frazione 3 | 14 mag |        | 12:36  | Assistenza – Mina Clavero (20 min)                          | –         | 120,42 km |  |
| Frazione 3 | 14 mag | PS21   | 13:46  | El Mirador 2                                                | 20,65 km  | 120,42 km |  |
| Frazione 3 | 14 mag | PS22   | 15:04  | El Condor                                                   | 16,77 km  | 120,42 km |  |
| Frazione 3 | 14 mag |        | 15:37  | Assistenza – Bosque Alegre, Córdoba (20 min)                | –         | 120,42 km |  |
| Totale     | Totale | Totale | Totale | Totale                                                      | Totale    | 385,49 km |  |

## Risultati

### Classifica
| Pos.                                        | Nº       | Pilota            | Co-pilota            | Auto                         | Squadra                      | Classe    | Tempo     | Distacco | Punti    |
| Generale                                    | Generale | Generale          | Generale             | Generale                     | Generale                     | Generale  | Generale  | Generale | Generale |
| ------------------------------------------- | -------- | ----------------- | -------------------- | ---------------------------- | ---------------------------- | --------- | --------- | -------- | -------- |
| 1.                                          | 3        | Richard Burns     | Robert Reid          | Subaru Impreza WRC2000       | Subaru World Rally Team      | WRC       | 4h10'20"7 | –        | 10       |
| 2.                                          | 10       | Marcus Grönholm   | Timo Rautiainen      | Peugeot 206 WRC (2000)       | Peugeot Esso                 | WRC       | 4h11'28"1 | +1'07"4  | 6        |
| 3.                                          | 1        | Tommi Mäkinen     | Risto Mannisenmäki   | Mitsubishi Lancer Evo VI     | Marlboro Mitsubishi Ralliart | WRC       | 4h11'52"3 | +1'31"6  | 4        |
| 4.                                          | 4        | Juha Kankkunen    | Juha Repo            | Subaru Impreza WRC99         | Subaru World Rally Team      | WRC       | 4h12'43"5 | +2'22"8  | 3        |
| 5.                                          | 2        | Freddy Loix       | Sven Smeets          | Mitsubishi Carisma GT Evo VI | Marlboro Mitsubishi Ralliart | WRC       | 4h18'54"3 | +8'33"6  | 2        |
| 6.                                          | 16       | Petter Solberg    | Phil Mills           | Ford Focus WRC 00            | Ford Martini                 | WRC       | 4h21'20"3 | +10'59"6 | 1        |
| 7.                                          | 15       | Alister McRae     | David Senior         | Hyundai Accent WRC           | Hyundai Castrol WRT          | WRC       | 4h23'38"5 | +13'17"8 | -        |
| 8.                                          | 14       | Kenneth Eriksson  | Staffan Parmander    | Hyundai Accent WRC           | Hyundai Castrol WRT          | WRC       | 4h30'55"8 | +20'35"1 | -        |
| 9.                                          | 22       | Gustavo Trelles   | Jorge del Buono      | Mitsubishi Lancer Evo VI     | -                            | N4 / PWRC | 4h32'00"2 | +21'39"5 | -        |
| 10.                                         | 34       | Gabriel Pozzo     | Rodolfo Amelio Ortiz | Mitsubishi Lancer Evo VI     | -                            | N4 / PWRC | 4h33'01"1 | +22'40"4 | -        |
| Campionato del mondo per vetture Produzione |          |                   |                      |                              |                              |           |           |          |          |
| 1. (9.)                                     | 22       | Gustavo Trelles   | Jorge del Buono      | Mitsubishi Lancer Evo VI     | -                            | N4 / PWRC | 4h32'00"2 | –        | 10       |
| 2. (10.)                                    | 34       | Gabriel Pozzo     | Rodolfo Amelio Ortiz | Mitsubishi Lancer Evo VI     | -                            | N4 / PWRC | 4h33'01"1 | +1'00"9  | 6        |
| 3. (12.)                                    | 24       | Roberto Sanchez   | Ruben Garcia         | Subaru Impreza WRX           | -                            | N4 / PWRC | 4h37'16"7 | +5'16"5  | 4        |
| 4. (15.)                                    | 29       | Ramón Ferreyros   | Gonzalo Saenz        | Mitsubishi Lancer Evo VI     | -                            | N4 / PWRC | 4h44'43"8 | +12'43"6 | 3        |
| 5. (17.)                                    | 42       | Oscar Chiaramello | Ruben Quiroz         | Mitsubishi Lancer Evo VI     | -                            | N4 / PWRC | 4h51'24"8 | +19'24"6 | 2        |
| 6. (19.)                                    | 51       | Sebastián Beltran | Gabriel Carranza     | Subaru Impreza WRX           | -                            | N4 / PWRC | 4h58'37"4 | +26'58"8 | 1        |
| Coppa FIA squadre                           |          |                   |                      |                              |                              |           |           |          |          |
| 1. (11.)                                    | 20       | Serkan Yazici     | Erkan Bodur          | Toyota Corolla WRC           | Team Atakan                  | WRC / TC  | 4h36'15"2 | –        | 10       |
| 2. (14.)                                    | 17       | Frédéric Dor      | Kevin Gormley        | Subaru Impreza WRC99         | F.Dor Rally Team             | WRC / TC  | 4h42'15"9 | +6'00"7  | 6        |

| Principali ritiri | Principali ritiri | Principali ritiri   | Principali ritiri | Principali ritiri       | Principali ritiri      | Principali ritiri | Principali ritiri | Principali ritiri |
| PS                | Nº                | Pilota              | Co-pilota         | Auto                    | Squadra                | Classe            | Causa             | Pos.              |
| ----------------- | ----------------- | ------------------- | ----------------- | ----------------------- | ---------------------- | ----------------- | ----------------- | ----------------- |
| PS 6              | 7                 | Didier Auriol       | Denis Giraudet    | SEAT Córdoba WRC Evo2   | SEAT Sport             | WRC               | Frizione          | 7º                |
| PS 6              | 8                 | Toni Gardemeister   | Paavo Lukander    | SEAT Córdoba WRC Evo2   | SEAT Sport             | WRC               | Frizione          | 8º                |
| PS 7              | 21                | Jorge Recalde       | Diego Curletto    | Ford Escort RS Cosworth | -                      | WRC               | Rottura meccanica | 13º               |
| PS 11             | 6                 | Carlos Sainz        | Luis Moya         | Ford Focus WRC 00       | Ford Martini           | WRC               | Radiatore         | 2º                |
| PS 17             | 5                 | Colin McRae         | Nicky Grist       | Ford Focus WRC 00       | Ford Martini           | WRC               | Motore            | 3º                |
| PS 17             | 18                | Krzysztof Hołowczyc | Jean-Marc Fortin  | Subaru Impreza WRC99    | Wizja TV Turning Point | WRC / TC          | Rottura meccanica | 23º               |

Legenda
| Icona | Classe                                                                                  |
| ----- | --------------------------------------------------------------------------------------- |
| WRC   | Equipaggio che può conquistare punti per il campionato costruttori WRC                  |
| WRC   | Equipaggio di classe A8 che non può conquistare punti per il campionato costruttori WRC |
| PWRC  | Equipaggio registrato al campionato PWRC                                                |
| TC    | Equipaggio registrato alla Coppa FIA squadre                                            |
|       | Ulteriori classificazioni                                                               |

### Prove speciali
| Frazione   | Data   | Prova | Ora   | Nome                        | Lunghezza | Vincitori                        | Tempo            | Leader del rally                |
| ---------- | ------ | ----- | ----- | --------------------------- | --------- | -------------------------------- | ---------------- | ------------------------------- |
| Frazione 1 | 11 mag | PS1   | 19:00 | SSS Pro Racing - Lane A     | 3,44 km   | Richard Burns Robert Reid        | 2'29"1           | Richard Burns Robert Reid       |
| Frazione 1 | 11 mag | PS2   | 19:01 | SSS Pro Racing - Lane B     | 3,44 km   | Richard Burns Robert Reid        | 2'26"5           | Richard Burns Robert Reid       |
| Frazione 1 | 12 Mag | PS3   | 09:03 | Capilla del Monte           | 23,02 km  | Marcus Grönholm Timo Rautiainen  | 17'37"2          | Marcus Grönholm Timo Rautiainen |
| Frazione 1 | 12 Mag | PS4   | 09:34 | San Marcos Sierra           | 9,61 km   | Richard Burns Robert Reid        | 6'41"3           | Marcus Grönholm Timo Rautiainen |
| Frazione 1 | 12 Mag | PS5   | 11:31 | Tanti                       | 16,00 km  | prova cancellata                 | prova cancellata | Marcus Grönholm Timo Rautiainen |
| Frazione 1 | 12 Mag | PS6   | 12:24 | Villa Giardino              | 22,53 km  | Carlos Sainz Luis Moya           | 16'16"0          | Marcus Grönholm Timo Rautiainen |
| Frazione 1 | 12 Mag | PS7   | 14:07 | La Cumbre                   | 23,46 km  | Carlos Sainz Luis Moya           | 20'19"8          | Carlos Sainz Luis Moya          |
| Frazione 1 | 12 Mag | PS8   | 15:10 | Colonia Caroya              | 3,40 km   | Marcus Grönholm Timo Rautiainen  | 2'29"8           | Carlos Sainz Luis Moya          |
| Frazione 1 | 12 Mag | PS9   | 15:58 | Ascochinga                  | 28,83 km  | Carlos Sainz Luis Moya           | 19'06"1          | Carlos Sainz Luis Moya          |
|            |        |       |       |                             |           |                                  |                  |                                 |
| Frazione 2 | 13 Mag | PS10  | 09:16 | Santa Rosa de Calamuchita 1 | 26,10 km  | Richard Burns Robert Reid        | 15'24"9          | Marcus Grönholm Timo Rautiainen |
| Frazione 2 | 13 Mag | PS11  | 10:01 | San Agustin                 | 12,46 km  | Colin McRae Nicky Grist          | 9'47"9           | Marcus Grönholm Timo Rautiainen |
| Frazione 2 | 13 Mag | PS12  | 11:26 | Amboy 1                     | 21,48 km  | Richard Burns Robert Reid        | 11'19"1          | Marcus Grönholm Timo Rautiainen |
| Frazione 2 | 13 Mag | PS13  | 12:45 | Santa Rosa de Calamuchita 2 | 26,10 km  | Richard Burns Robert Reid        | 15'29"1          | Marcus Grönholm Timo Rautiainen |
| Frazione 2 | 13 Mag | PS14  | 13:28 | Las Baadas                  | 18,67 km  | Richard Burns Robert Reid        | 10'04"3          | Marcus Grönholm Timo Rautiainen |
| Frazione 2 | 13 Mag | PS15  | 14:49 | Amboy 2                     | 21,48 km  | Richard Burns Robert Reid        | 11'14"4          | Richard Burns Robert Reid       |
| Frazione 2 | 13 Mag | PS16  | 16:00 | Camping General San Martin  | 5,05 km   | Richard Burns Robert Reid        | 4'13"0           | Richard Burns Robert Reid       |
|            |        |       |       |                             |           |                                  |                  | Richard Burns Robert Reid       |
| Frazione 3 | 14 Mag | PS17  | 09:09 | Chamico                     | 24,60 km  | Richard Burns Robert Reid        | 18'06"4          | Richard Burns Robert Reid       |
| Frazione 3 | 14 Mag | PS18  | 09:51 | El Mirador 1                | 20,65 km  | Richard Burns Robert Reid        | 12'02"1          | Richard Burns Robert Reid       |
| Frazione 3 | 14 Mag | PS19  | 10:50 | Cura Brochero               | 18,71 km  | Richard Burns Robert Reid        | 9'44"7           | Richard Burns Robert Reid       |
| Frazione 3 | 14 Mag | PS20  | 11:58 | La Posta                    | 19,04 km  | Marcus Grönholm Timo Rautiainen  | 16'45"7          | Richard Burns Robert Reid       |
| Frazione 3 | 14 Mag | PS21  | 13:46 | El Mirador 2                | 20,65 km  | Tommi Mäkinen Risto Mannisenmäki | 12'12"0          | Richard Burns Robert Reid       |
| Frazione 3 | 14 Mag | PS22  | 15:04 | El Condor                   | 16,77 km  | Richard Burns Robert Reid        | 15'12"6          | Richard Burns Robert Reid       |

## Classifiche mondiali
Classifica piloti
| Pos. | Pos. | Pilota            | Punti |
| ---- | ---- | ----------------- | ----- |
| 1    |      | Richard Burns     | 38    |
| 2    | 1    | Marcus Grönholm   | 24    |
| 3    | 1    | Tommi Mäkinen     | 23    |
| 4    |      | Carlos Sainz      | 17    |
| 5    |      | Colin McRae       | 14    |
| 6    |      | Juha Kankkunen    | 14    |
| 7    |      | Didier Auriol     | 4     |
| 8    | 6    | Freddy Loix       | 4     |
| 9    | 1    | Toni Gardemeister | 3     |
| 10   | 1    | Harri Rovanperä   | 3     |
| 11   | 1    | Thomas Rådström   | 3     |
| 12   |      | Petter Solberg    | 3     |
| 13   | 2    | François Delecour | 2     |
| 14   | 2    | Bruno Thiry       | 2     |
| 15   |      | Toshihiro Arai    | 1     |
| 16   |      | Gilles Panizzi    | 1     |

Classifica costruttori WRC
| Pos. | Pos. | Squadra                          | Punti |
| ---- | ---- | -------------------------------- | ----- |
| 1    |      | Subaru World Rally Team          | 54    |
| 2    |      | Ford Martini                     | 31    |
| 3    | 1    | Peugeot Esso                     | 29    |
| 4    | 1    | Marlboro Mitsubishi Ralliart     | 29    |
| 5    |      | SEAT Sport                       | 7     |
| 6    |      | Škoda World Rally Team           | 5     |
| 7    | N    | Hyundai Castrol World Rally Team | 1     |